# (37565) 1988 VL3
(37565) 1988 VL3 est un astéroïde de la ceinture principale découvert en 1988.

## Description
(37565) 1988 VL3 a été découvert le 3 novembre 1988 à l'observatoire de Kitami, situé à l'est d'Hokkaidō (Japon), par Tetsuya Fujii et Kazuro Watanabe.

### Caractéristiques orbitales
L'orbite de cet astéroïde est caractérisée par un demi-grand axe de 2,62 ua, un périhélie de 2,10 ua, une excentricité de 0,20 et une inclinaison de 14,52° par rapport à l'écliptique. Du fait de ces caractéristiques, à savoir un demi-grand axe compris entre 2 et 3,2 ua et un périhélie supérieur à 1,666 ua, il est classé, selon la JPL Small-Body Database, comme objet de la ceinture principale.

### Caractéristiques physiques
(37565) 1988 VL3 a une magnitude absolue (H) de 14,2 et un albédo estimé à 0,200.